# Вензин
Вензин (њем. Wensin) општина је у њемачкој савезној држави Шлезвиг-Холштајн. Једно је од 95 општинских средишта округа Зегеберг. Према процјени из 2010. у општини је живјело 824 становника. Посједује регионалну шифру (AGS) 1060097.

## Географски и демографски подаци
Вензин се налази у савезној држави Шлезвиг-Холштајн у округу Зегеберг. Општина се налази на надморској висини од 26 метара. Површина општине износи 20,2 km². У самом мјесту је, према процјени из 2010. године, живјело 824 становника. Просјечна густина становништва износи 41 становника/km².